# Rundtjärnen (Nyskoga socken, Värmland)
Rundtjärnen är en sjö i Torsby kommun i Värmland och ingår i Göta älvs huvudavrinningsområde.